# Jens Wang
Jens Waldemar Wang (født 11. marts 1859 i Fredrikstad, død 29. maj 1926 i Oslo) var en norsk teatermaler.
Wang var først i flere år ansat ved handelen i Kristiania, som han imidlertid opgav. Fra 1882 studerede han 3 år på den kongelige tegneskole sammesteds og malede samtidig hos Christian Krohg. I 1883 udstillede han på høstudstillingen en del mindre arbejder og har senere ligeledes udstillet billeder, der udmærkede sig ved kraftig farve og rask malemåde: Fjøsidyl (1888), Gode Venner (1886). I 1885 rejste Wang til Paris, hvor han på Académie Julian arbejdede under Bouguereaus tilsyn. I de nærmest følgende år foretog han også stipendierejser til Paris og fik 1889 mention honorable for et billede Eftersommer. I 1890 blev Wang ansat som teatermaler ved Christiania Theater og fortsatte sin virksomhed ved det nye Nationalteater (1899—1918) som chef for dekorationsvæsenet og har ved sit energiske arbejde bragt dette op til at holde mål med den moderne fordringsfulde teknik. Store opgaver har han fået at løse, navnlig arrangement af udstyr og dekorationer til Ibsens og Bjørnsons skuespil. Ved hyppige rejser i udlandet har Wang stadig holdt sig à jour med moderne sceneteknik og gjort originale studier, således fra Rothenburg (1896). Han udgav 1925 pragtværket Peer Gynt, 24 billeder.